# Magnolia grandis
Espèce
Synonymes
- Manglietia grandis Hu & W.C.Cheng
- Michaelia grandis

Statut de conservation UICN

 CR B2ab(i,ii,iii,v); D : 
En danger critique
Magnolia grandis est une espèce de plantes à fleurs de la famille des Magnoliacées. C'est un arbre endémique de Chine.

## Description
C'est un arbre.

## Répartition et habitat
Cette espèce est endémique de Chine où elle est présente dans les provinces du Guangxi et du Yunnan. Elle est présente entre 800 et 1 500 m d'altitude.